# Алибекова, Карачач
Карача́ч Алибе́кова (кирг. Карачач Алибекова; 1894 год, село Торткуль — 1960 год, село Торткуль, Мактааральский район, Чимкентская область, Казахская ССР) — чабан колхоза «40 лет Октября» Петровского района Фрунзенской области, Киргизская ССР. Герой Социалистического Труда (1958).

## Биография
Родилась в 1894 году в крестьянской семье в селе Торткуль (ныне — Мактааральский район Туркестанской области).
С 1941 года — чабан колхоза «40 лет Октября» Петровского района.
В 1957 году вырастила 111 ягнят от 125 овцематок и настригла в среднем по 3,2 килограмма шерсти с каждой овцы (в 1958 году — по 4,3 килограмма). Указом Президиума Верховного Совета СССР от 16 октября 1958 года удостоена звания Героя Социалистического Труда с вручением ордена Ленина и золотой медали «Серп и Молот».
После выхода на пенсию проживала в родном селе, где скончалась в 1960 году.